# Marktkirche Poppenbüttel

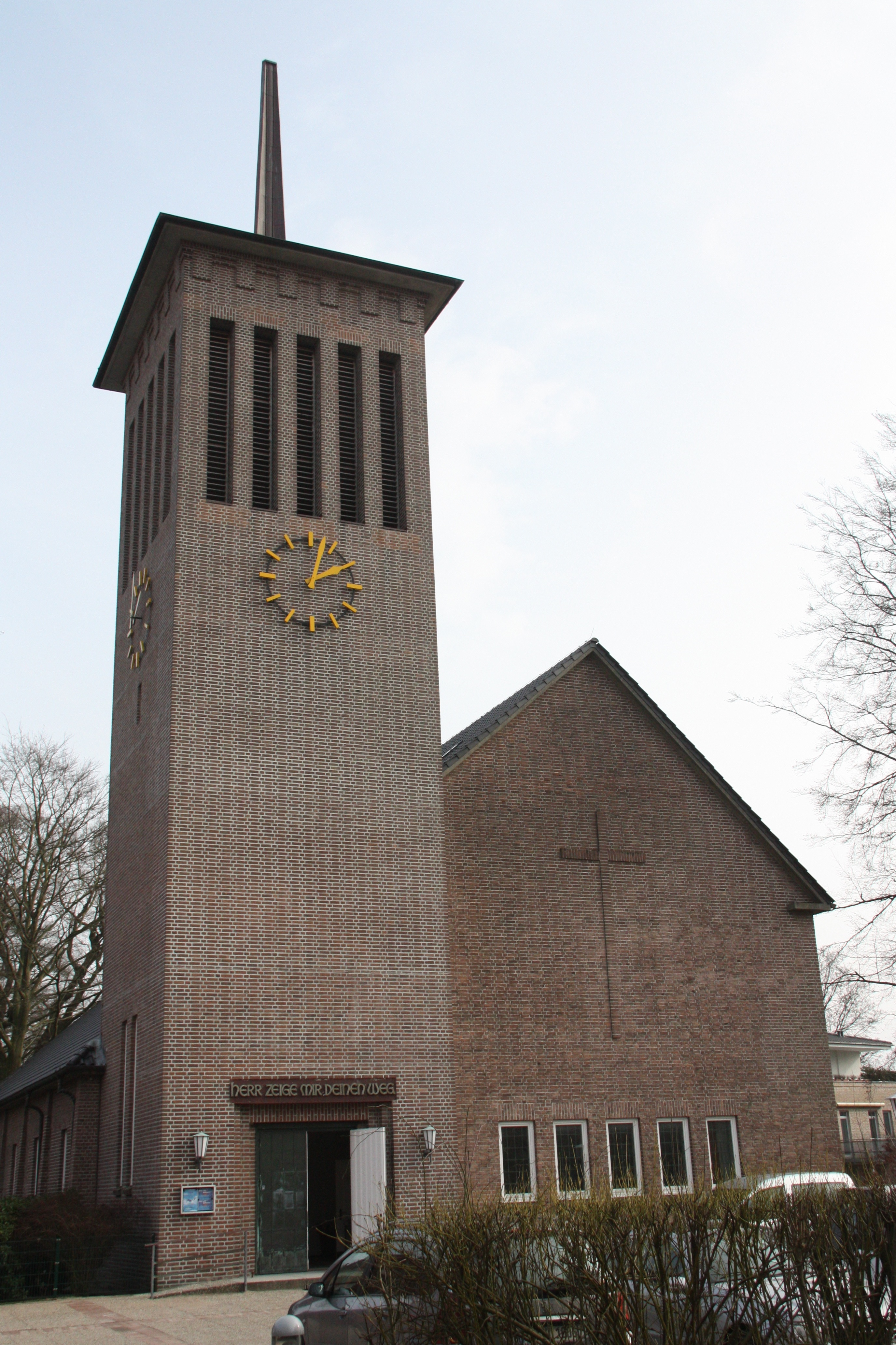
Ansicht von Westen

Die evangelisch-lutherische Marktkirche Poppenbüttel ist die zentrale Kirche des Hamburger Stadtteils Poppenbüttel. Sie bildet mit der Simon-Petrus-Kirche und dem Philemon-Gemeindezentrum die Kirchengemeinde Poppenbüttel, die zum Kirchenkreis Hamburg-Ost der Evangelisch-Lutherischen Kirche in Norddeutschland gehört.
Seit 1962 finden dort die Alsterwanderweg-Konzerte statt.

## Bau der Kirche
Die Kirche wurde in den Jahren 1953/1954 unter der Leitung des Architekten Walter Ahrendt erbaut und am 16. Dezember 1956 eingeweiht. Ein Gemeindehaus und ein Pastorat ergänzen die Kirche.

## Ausstattung
Aus der Ausstattung unmittelbar nach dem Bau der Kirche stammen ein Kruzifix von Karl Schubert aus dem Jahr 1956 und eine Holzplastik von Otto Flath aus dem Jahr 1954. Diese als „Flath-Altar“ bezeichnete Gruppe zeigt „Jesus mit seinen Jüngern zum Abendmahl“ in lebensgroßen Holzfiguren.
Die von Dieter Wien geschaffenen Fresken in der Taufkapelle kamen in einem zweiten Ausstattungsschritt 1961 in die Kirche.
Im Turm befinden sich vier Bronzeglocken aus der Glockengießerei Rincker.

## Orgel

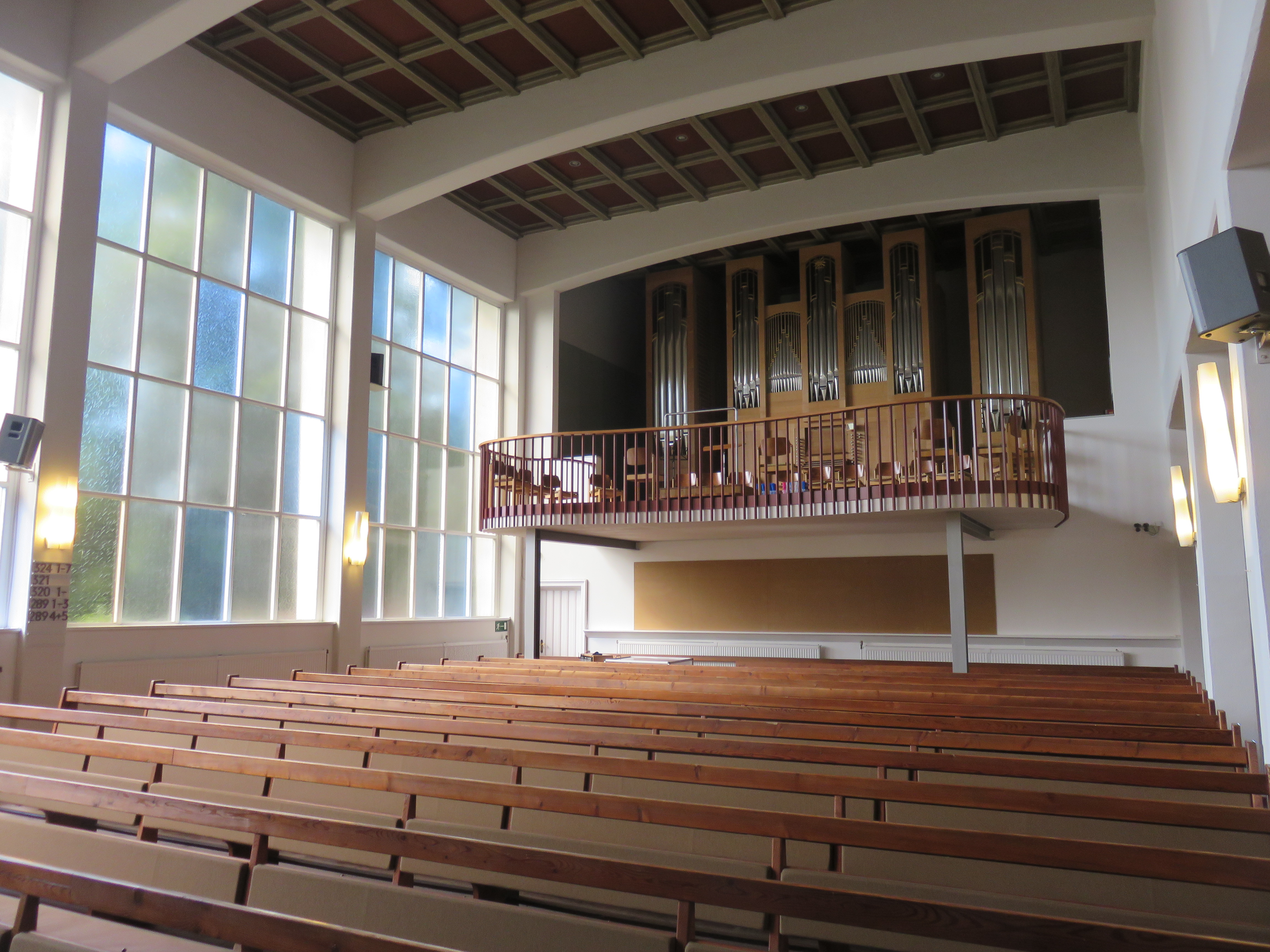
Orgel und Innenraum

Die Orgel der Marktkirche wurde 2006 von der Orgelbaufirma Johannes Rohlf (Neubulach) erbaut. Das rein mechanische Instrument hat 35 Register auf drei Manualen und Pedal. Das erste und das zweite Manual sind jeweils als Hauptwerk disponiert. Außerdem verfügt das Instrument über ein schwellbares Hochdruckwerk mit gewendeten Durchschlagzungen, welches an das dritte Manual ankoppelbar ist.
| I Hauptwerk I C–g3 |                    |     |
| 01.                | Bordun             | 16′ |
| 02.                | Principal          | 08′ |
| 03.                | Rohrflöte          | 08′ |
| 04.                | Octave             | 04′ |
| 05.                | Holzflöte          | 04′ |
| 06.                | Cornett IV (ab g0) |     |
| 07.                | Octave             | 02′ |
| 08.                | Mixtur III         | 02′ |
| 09.                | Trompete           | 08′ |
|                    | Kanaltremulant     |     |

| II Hauptwerk II C–g3 |                |        |
| 10.                  | Gamba          | 08′    |
| 11.                  | Gedackt        | 08′    |
| 12.                  | Flöte          | 04′    |
| 13.                  | Quinte         | 2 ⁄3′  |
| 14.                  | Hohlflöte      | 02′    |
| 15.                  | Terz           | 1 3⁄5′ |
| 16.                  | Scharff III    | 1 ⁄3′  |
| 17.                  | Vox humana     | 08′    |
|                      | Kanaltremulant |        |

| III Schwellwerk C–g3 |                        |       |
| 18.                  | Geigenprincipal        | 08′   |
| 19.                  | Nachthorn              | 08′   |
| 20.                  | Salicional             | 08′   |
| 21.                  | Vox Coelestis (ab c0)  | 08′   |
| 22.                  | Octave                 | 04′   |
| 23.                  | Traversflöte (ab fis0) | 04′   |
| 24.                  | Nasard                 | 2 ⁄3′ |
| 25.                  | Flageolett             | 02′   |
| 26.                  | Oboe                   | 08′   |
|                      | Bocktremulant          |       |

| Hochdruckwerk C–g3 |            |     |
| 27.                | Klarinette | 08′ |
| 28.                | Saxophon   | 08′ |

| Pedalwerk C–f1 |           |         |
| 29.            | Violonbaß | 16′     |
| 30.            | Subbaß    | 16′     |
| 31.            | Quinte    | 10 2⁄3′ |
| 32.            | Octavbaß  | 08′     |
| 33.            | Octave    | 04′     |
| 34.            | Posaune   | 16′     |
| 35.            | Trompete  | 08′     |

- Koppeln:
  - Normalkoppeln:  II/I, III/I, III/II, I/P, II/P, III/P
  - Hochdruckwerk-Koppeln: HD/III
- Nebenregister: Cymbelstern

## Fotografien und Karte
Koordinaten: 53° 39′ 31,6″ N, 10° 5′ 9,4″ O

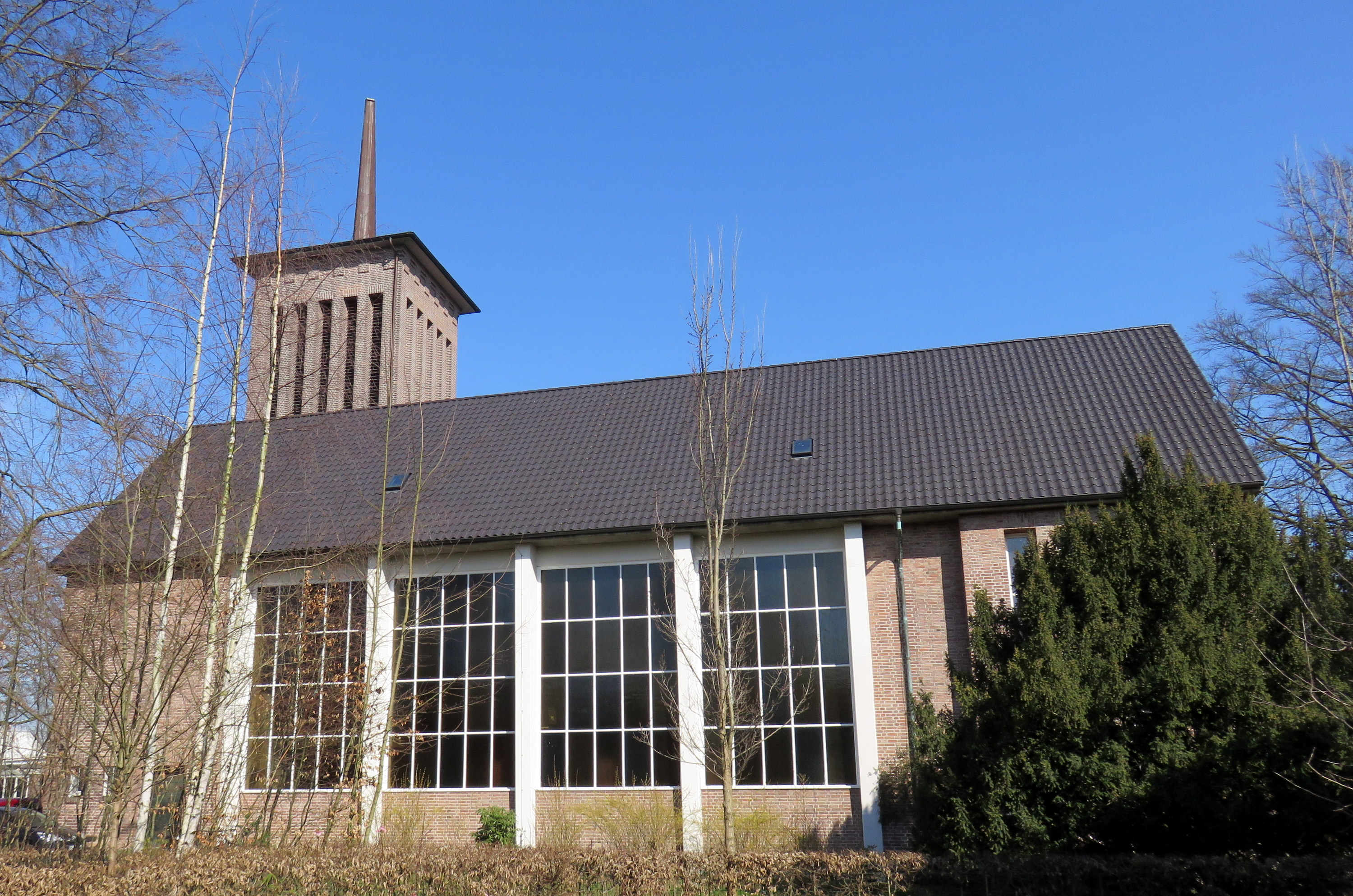
Ansicht von Süden
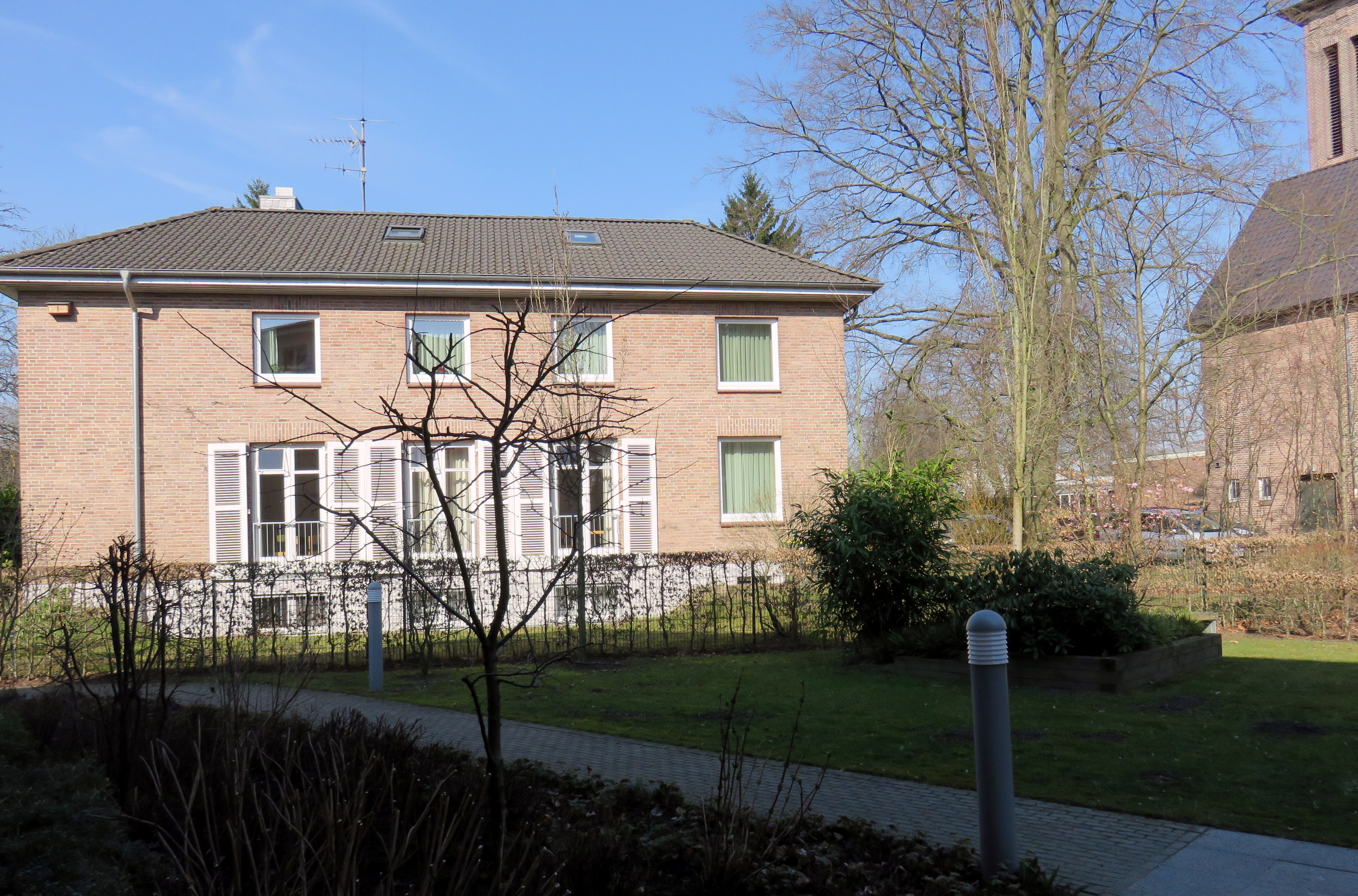
Pastorat
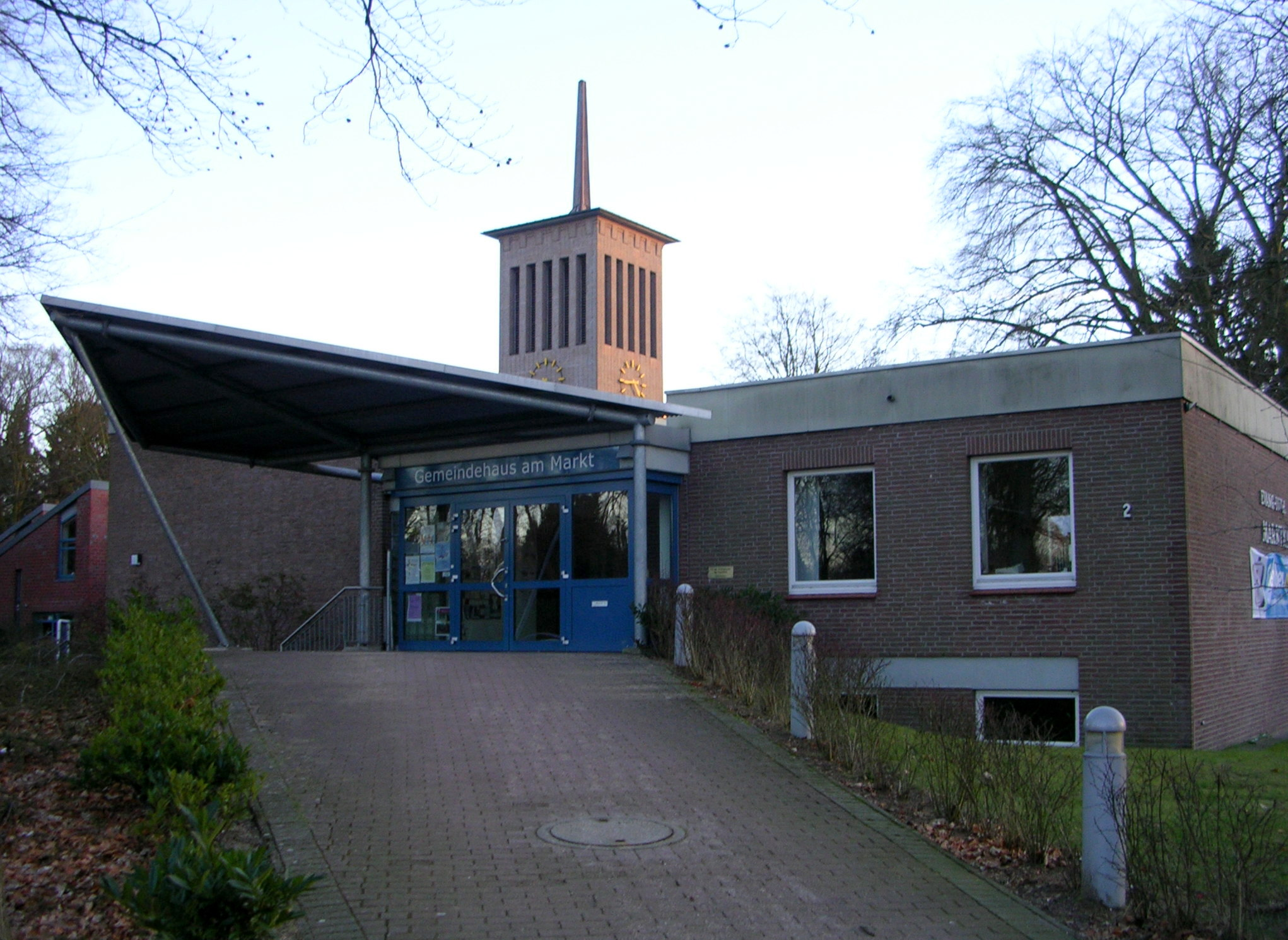
Gemeindehaus